# Coverdale•Page (album)
| Recensione | Giudizio |
| ---------- | -------- |
| AllMusic   |          |

Coverdale•Page è il primo ed unico album in studio dell'omonimo supergruppo musicale formato dal chitarrista Jimmy Page (dei Led Zeppelin) e dal cantante David Coverdale (dei Deep Purple e Whitesnake).

## Il disco
Al disco parteciparono anche Denny Carmassi alla batteria e  Jorge Casas (Ricky Phillips in un paio di brani) al basso. Dopo la registrazione del disco, la band si imbarcò in un tour in cui propose, oltre ai pezzi dell'album, anche brani degli Whitesnake e dei Led Zeppelin. Il tour otterrà tuttavia un successo minore rispetto alle aspettative, decretando la fine del progetto. Page registrerà l'anno dopo il live No Quarter: Jimmy Page and Robert Plant Unledded assieme all'ex compagno nei Led Zeppelin Robert Plant, mentre Coverdale ritornerà a lavorare negli Whitesnake.

## Tracce
Testi e musiche di Jimmy Page e David Coverdale.
1. Shake My Tree – 4:50
2. Waiting on You – 5:15
3. Take Me for a Little While – 6:17
4. Pride and Joy – 3:32
5. Over Now – 5:22
6. Feeling Hot – 4:10
7. Easy Does It – 5:51
8. Take a Look at Yourself – 5:02
9. Don't Leave Me This Way – 7:52
10. Absolution Blues – 6:00
11. Whisper a Prayer for the Dying – 6:54

## Formazione

### Formazione ufficiale
- David Coverdale – voce, chitarra acustica
- Jimmy Page – chitarra, basso, armonica, dulcimer, cori

### Turnisti
- Jorge Casas – basso
- Ricky Phillips – basso
- Denny Carmassi – batteria, percussioni
- Lester Mendel – tastiere, percussioni
- John Harris – armonica
- Tommy Funderburk – cori
- John Sambataro – cori

## Classifiche
| Classifica (1993) | Posizione massima |
| ----------------- | ----------------- |
| Australia         | 25                |
| Canada            | 5                 |
| Finlandia         | 3                 |
| Germania          | 27                |
| Giappone          | 6                 |
| Norvegia          | 11                |
| Nuova Zelanda     | 9                 |
| Paesi Bassi       | 55                |
| Regno Unito       | 4                 |
| Stati Uniti       | 5                 |
| Svezia            | 8                 |
| Svizzera          | 16                |